# Ögonblick
Ögonblick är ett studioalbum av den svenske musikern Janne Schaffer från 1992.

## Låtlista
1. Adire
2. Halkans affär
3. Ingen minns
4. Spegelbild
5. Claire
6. Ögonblick
7. James gang boogie
8. Våren
9. En hemlighet
10. Blunda och se
11. Powerplay